# Ejisu

Ejisu är en ort i södra Ghana, belägen strax öster om Kumasi. Den är huvudort för distriktet Ejisu-Juaben, och folkmängden uppgick till 12 898 invånare vid folkräkningen 2010.